# Komisariat Straży Granicznej „Konarzyny”
Komisariat Straży Granicznej „Konarzyny” – jednostka organizacyjna Straży Granicznej pełniąca służbę ochronną na granicy polsko-niemieckiej w latach 1928–1939.

## Geneza
Już w 1918 roku powstające państwo polskie zaczęło tworzyć wyspecjalizowane formacje przeznaczone do ochrony granic Rzeczypospolitej.  W kwietniu 1920 roku w Zielonej Chocinie stacjonował 5 dywizjon 4 pułku Strzelców Granicznych. W kolejnych latach inne formacje ochraniały granice w tym rejonie. W 1921 roku w okolicach Zielonej Chociny rozmieszczone zostały pododdziały 20 batalionu celnego. 

## Formowanie i zmiany organizacyjne
W drugiej połowie 1927 przystąpiono do gruntownej reorganizacji Straży Celnej. W praktyce skutkowało to rozwiązaniem tej formacji granicznej.
Rozporządzeniem Prezydenta Rzeczypospolitej Polskiej Ignacego Mościckiego z 22 marca 1928 roku, do ochrony północnej, zachodniej i południowej granicy państwa, a w szczególności do ich ochrony celnej, powoływano z dniem 2 kwietnia 1928 roku  Straż Graniczną.
Rozkazem nr 2 z 19 kwietnia 1928 roku w sprawie organizacji Pomorskiego Inspektoratu Okręgowego dowódca Straży Granicznej gen. bryg. Stefan Pasławski przydzielił komisariat „Zielona Chocina” do Inspektoratu Granicznego nr 7 „Chojnice” i określił jego strukturę organizacyjną. 
Rozkazem nr 12 z 10 stycznia 1930 roku  w sprawie reorganizacji Pomorskiego Inspektoratu Okręgowego komendant Straży Granicznej płk Jan Jur-Gorzechowski ustalił  nową organizację i dyslokację komisariatu.
We wrześniu 1939 pluton wzmocnienia Komisariatu wszedł w podporzadkowanie dowódcy Zgrupowania „Chojnice” płk. dypl. Tadeusza Majewskiego (dowódca Pomorskiej Brygady Kawalerii) i walczył na przedpolu jego ugrupowania obronnego w bitwie o Pomorze.

## Służba graniczna
Kierownik Pomorskiego Inspektoratu Okręgowego Straży Granicznej mjr Józef Zończyk w rozkazie organizacyjnym nr 2 z 8 czerwca 1928 roku udokładnił linie rozgraniczenia komisariatu. Granica północna: kamień graniczny nr C 277; granica południowa: kamień graniczny nr D 046.
Sąsiednie komisariaty
- komisariat Straży Granicznej „Prądzona” ⇔ komisariat Straży Granicznej „Chojnice” − 1928
- komisariat Straży Granicznej „Brzeźno” ⇔ komisariat Straży Granicznej „Chojnice” − 1930–1939

## Działania bojowe w 1939 roku
Od rana 1 września 1939  do godziny 10.00 kompania Straży Granicznej „Konarzyny” por. Piotra Marciniaka walczyła w okolicach Konarzyn z niemieckim batalionem z 32 pułku Straży Granicznej.
Następnie kompania wycofała się na przesmyki jezior Swomigaci i Małych Swomigaci. Pierwszego przesmyku bronił por. Marciniak, a drugiego ppor. Kazimierz Bielecki. Zagrożona okrążeniem kompania cofała się na rubież Męcikał – Mylof – Rytel. Tu poległ  kpr. Tomasz Musiał, a ppor. Bielecki i sierż. Ignacy Nowak dostali się do niewoli. Ppor. P. Marciniak wraz z grupą strażników przedostał się do Rawy Ruskiej i walczył w batalionie cyklistów ppłk. Karola Bacza jako dowódca 3 kompanii. W okolicach Lwowa resztki kompanii w tym jej dowódca poddali się Niemcom.

## Funkcjonariusze komisariatu
| Kierownicy/komendanci komisariatu | Kierownicy/komendanci komisariatu | Kierownicy/komendanci komisariatu |
| stopień                           | imię i nazwisko                   | okres pełnienia służby            |
| --------------------------------- | --------------------------------- | --------------------------------- |
| komisarz                          | Kazimierz Kociatkiewicz           | 1928–1939                         |
| komisarz                          | Piotr Marciniak                   | od 12 VIII 1939                   |
| Zastępcy komendanta komisariatu   |                                   |                                   |
| starszy strażnik                  | Tadeusz Kaczkowski                | 1 V 1939 –                        |

## Struktura organizacyjna
Organizacja komisariatu w kwietniu 1928:
- komenda − Zielona Chocina
- placówka Straży Granicznej I linii „Kiełpin” szosa
- placówka Straży Granicznej I linii „Nowa Karczma”
- placówka Straży Granicznej I linii „Konarzyny”
- placówka Straży Granicznej I linii „Babilon” Karczma
- placówka Straży Granicznej II linii „Zielona Chocina”

Organizacja komisariatu w styczniu 1930:
- komenda − Konarzyny
- placówka Straży Granicznej I linii „Kełpin” szosa
- placówka Straży Granicznej I linii „Nowa Karczma”
- placówka Straży Granicznej I linii „Konarzyny”
- placówka Straży Granicznej I linii „Babilon” Karczma
- placówka Straży Granicznej II linii „Konarzyny”[a]

Organizacja komisariatu w 1933
- placówka Straży Granicznej II linii Konarzyny
- placówka Straży Granicznej I linii Kiełpin Szosa
- placówka Straży Granicznej I linii Nowa Karczma
- placówka Straży Granicznej I linii Konarzyny
- placówka Straży Granicznej I linii Babilon Karczma

Organizacja komisariatu w 1936
- placówka Straży Granicznej II linii Konarzyny
- placówka Straży Granicznej I linii Kiełpin Szosa
- placówka Straży Granicznej I linii Nowa Karczma
- placówka Straży Granicznej I linii Konarzyny
- placówka Straży Granicznej I linii Babilon Karczma

Organizacja komisariatu w 1937
- placówka Straży Granicznej II linii Konarzyny
- placówka Straży Granicznej I linii Kiełpin Szosa
- placówka Straży Granicznej I linii Nowa Karczma
- placówka Straży Granicznej I linii Konarzyny
- placówka Straży Granicznej I linii Babilon Karczma